# ルピー

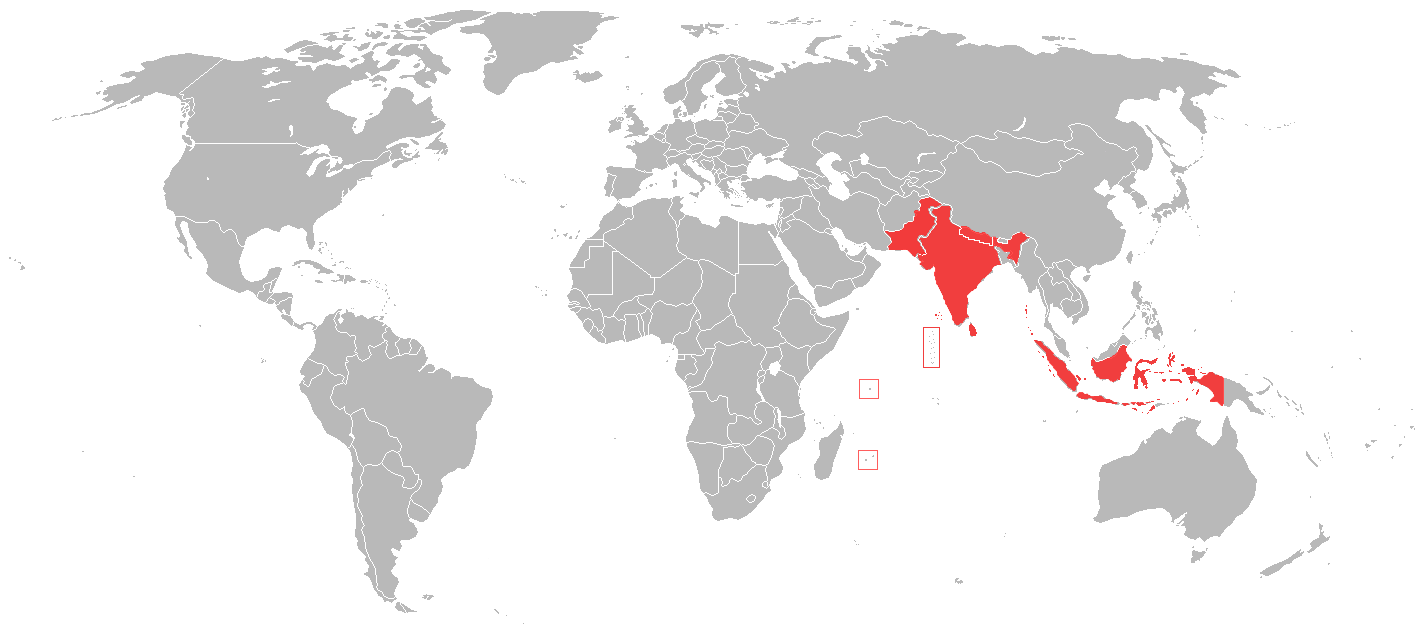
ルピー諸国

ルピー（英語: Rupee、他 ドイツ語: Rupie など）は、インド・パキスタン・スリランカ・ネパール・セーシェル・モーリシャスで使用されている通貨の名称。インドネシアなどのルピア （Rupiah）、イタリア領ソマリランドやポルトガル領インドのルピア（Rupia）、モルディブのルフィヤー（Rufiyah）も、ルピーから派生した言葉であり、ルピーと呼ばれることもある。

## 概要
ルピーが最も多く使われている国家は、人口・金額ともにインドである。インドの命数法では、Lakh（ラーク）:10万(1,00,000)、Crore（クロール）:1000万(1,00,00,000) とインド英語で呼ばれる。2016年11月、ナレンドラ・モディ政権のもと、高額紙幣である1000ルピー、500ルピーの廃貨策が取られた。これらは偽札を用いた汚職・テロ組織での悪用を含めた地下経済根絶を目的としたもので、インド政府が脱現金に舵を切る、大胆な紙幣廃止の政策を打ったものである。高額紙幣の使用禁止および回収措置に伴い、インド国内では一時的な混乱が生じたものの、もともとインドの消費者の90％が現金決済だったものが措置後は電子決済の割合が高くなるといった効果もあった。翌年、モディ首相は記者会見の中で紙幣廃止に触れ「銀行システムに決して戻らなかった3兆ルピー（約5兆2千億円）が紙幣廃止で戻ってきた」と評価している。
ルピーの語源はヒンディー語で「ルパヤー（रुपया）」であり、サンスクリットで銀を意味する「ルーピヤ」(rūpya)に由来する。現在に直接つながるのは16世紀のスール朝のシェール・シャーが発行したルピー銀貨で、ムガル朝やイギリスもそれを引き続き使ったものである。

## 通貨記号

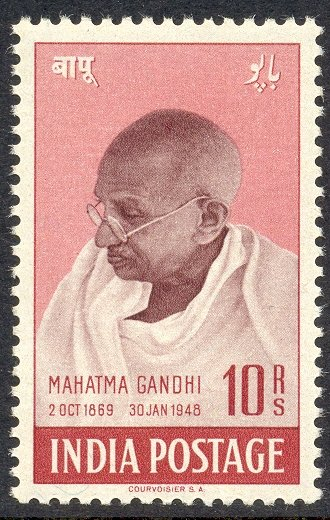
「Rs」を使っている1948年のインドの切手

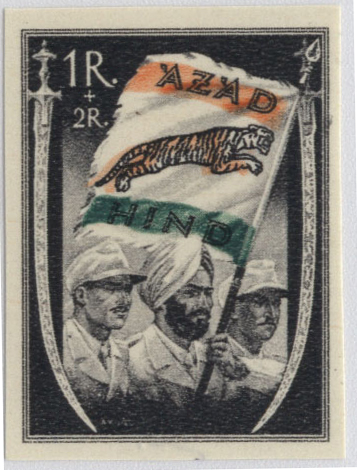
「R.」を使っている1943年のインドの切手

多くの国で使われているルピー記号は「Rs」または「Rs.」である。この記号は少なくとも、スリランカ、ネパール、パキスタン、モーリシャス、セーシェル、モルディブで使われている。
Unicodeでは、U+20A8 ₨ に「ルピー記号 (rupee sign)」が登録されているが、この文字はレガシー標準との互換性のためだけに収録された互換文字であり、それ以外の用途での使用は好ましくない。その代わりに、正規化文字の「Rs」（ふつうの「R」と「s」）を使う。
2010年7月15日、インド政府はインド・ルピーのために、従来の「Rs」を廃して独自の記号「」を制定した。これはUnicodeの U+20B9 ₹ に「インド・ルピー記号 (indian rupee sign)」として登録された。
古くは、英領インドでは「R」や「R.」が使われていた。
Unicodeでは他に、いくつかのインド系文字のルピー記号や「ルピーマーク (rupee mark)」が登録されている（大雑把にいえば日本円の「円」にあたる）。
| 記号 | Unicode | JIS X 0213 | 文字参照          | 名称                       |
| ---- | ------- | ---------- | ----------------- | -------------------------- |
| ₨    | U+20A8  | -          | &#x20A8; &#8360;  | ルピー記号                 |
| ₹    | U+20B9  | -          | &#x20B9; &#8377;  | インド・ルピー記号         |
| ৲    | U+09F2  | ‐          | &#x9F2; &#2546;   | ベンガル文字ルピーマーク   |
| ৳    | U+09F3  | ‐          | &#x9F3; &#2547;   | ベンガル文字ルピー記号     |
| ૱    | U+0AF1  | ‐          | &#xAF1; &#2801;   | グジャラート文字ルピー記号 |
| ௹    | U+0BF9  | ‐          | &#xBF9; &#3065;   | タミル文字ルピー記号       |
| ꠸    | U+A838  | ‐          | &#xA838; &#43064; | 北インド文字ルピーマーク   |

## 各国の通貨

### 現行通貨
- インド・ルピー
- インドネシア・ルピア
- スリランカ・ルピー
- セーシェル・ルピー
- ネパール・ルピー
- パキスタン・ルピー
- モーリシャス・ルピー
- モルディブ・ルフィア

### 廃止通貨
- アフガニスタン・ルピー
- 仏領インド・ルピー
- ザンジバル・ルピー
- イタリア領ソマリランド・ルピア
- オランダ領インド・ルピア
- デンマーク領インド・ルピー
- ポルトガル領インド・ルピア
- トラバンコール・ルピー
- 西ニューギニア・ルピア
- ハイダラーバード・ルピー
- 英領東アフリカ・ルピー
- 独領東アフリカ・ルピー
- ビルマ・ルピー
- ブータン・ルピー
- リアウ・ルピア
- 湾岸ルピー

### 架空の通貨・擬似通貨
- ゲームソフト『ゼルダの伝説シリーズ』の通貨。ただしこれは、実在の通貨単位とは無関係で、宝石のルビーのようなイメージで名付けられた[6]。
- ソフマップの利用ポイントの単位。